# 稲川素子事務所
稲川素子事務所（いながわもとこじむしょ）は、日本の芸能事務所。外国人タレントのマネージメント・文化事業・企画制作・各種企業への人材派遣などを主な業務としている。

## 概説
代表取締役は稲川素子で、公式サイトでは「142カ国5200人の外国人タレントを紹介します」と記載されている。登録タレントは、テレビ番組やCM、映画やラジオ番組などへの出演をしている。アーティストやお笑い芸人なども幅広く所属している。一般的には外国人タレント専門の芸能事務所として知られているが、日本人タレントも少数ながら所属している。
賃金の未払いや遅延の問題が度々起きており、デヴィ・スカルノがそのことに言及するなど物議を醸していた。
小桜セレナが器物損壊により訴えられる事件が起きたが、その訴訟を起こした会社である。 詳しくは小桜セレナのページを参照。

## 所属アーティスト、タレント
- アリス・フレミング(長谷川アリス)
- ANoRA
- インゲ・ムラタ
- ウセイン・ジャーニュ
- ウマリ・ティラカタトナ
- 王建軍
- 王雪丹
- ケネス・ヅリア
- サニー・フランシス
- サリー
- シェリエ・カーン
- シモネ
- シンシア・チェストン
- ジャニス・アラガオ
- ジェシカ ･ ゲリティー
- ジョエル・サンタナ
- ダニエラ・サンタナ
- チャン・リナ
- 張景子
- ディアナ・アルファロ
- デルチャ・ミハエラ・ガブリエラ
- トニー・セテラ
- ノア・サンタナ
- 星誕期偉真智
- マーク・チネリー
- マーク・マードック
- 三国一夫
- ミッシェル・ガゼピス
- メクダシ・カリル
- 望月ジェイク
- 李志明
- リカヤ・スプナー
- リーブシャー・ウーウェ
- ルビー・モレノ
- ロニー・サンタナ

他多数

### 所属していた人物
- ウェイン・ドスター（2004年（もしくは2005年）に詐欺容疑で逮捕される）
- クレメント・アダムソン
- セイン・カミュ
- 耿忠
- サミ・ポップ（旧名：サムエル・ポップ・エニング、サムエル・ポップなど）
- シェリー・スゥエニー
- ゾマホン
- 竹田恒泰
- マクシミリアン・フォン・シュラー
- マジド・シャイエステ（旧名：真面登シャイエステ、以前は研ナオコの付き人だった）
- マリア・テレサ・ガウ
- ロバート・ボールドウィン（フリー）
- フィフィ
- ジャック・ウッドヤード